# 141 км (зупинний пункт, Південна залізниця)
141 кіломе́тр — пасажирський залізничний зупинний пункт Куп'янської дирекції Південної залізниці.
Розташований біля південної околиці села Велика Шапківка, Куп'янський район, Харківської області на лінії Оливине — Огірцеве між станціями Куп'янськ-Південний (8 км) та Моначинівка (8 км).
Станом на травень 2019 року щодоби шість пар приміських електропоїздів здійснюють перевезення за маршрутом Вовчанськ — Куп'янськ-Вузловий.